# トミー・フリーマン (ラグビーユニオン)
トミー・フリーマン（Tommy Freeman、2001年3月5日 - ）は、プレミアシップ・ラグビーのノーサンプトン・セインツに所属している、イングランドのラグビーユニオン選手である。本名はThomas William Freeman。

## 経歴
レスター・タイガースのアカデミーを経て、2018年にノーサンプトン・セインツに加入した。翌2019年、プレミアシップ・ラグビーのセール・シャークス戦でクラブデビューを果たした。
2021年10月、20歳の時に、当時イングランド代表ヘッドコーチ（HC）だったエディー・ジョーンズから、秋の国際試合に出場するイングランド代表候補として初招集された。
2022年7月9日、イングランド代表のオーストラリア遠征の2回目のテストマッチで、代表初キャップを獲得した。11月の南アフリカ共和国戦以降（ジョーンズHC解任以降）、代表での出場機会が途絶えた。
2024年、スティーブ・ボーズウィックHCからの招集を受け、 2024年シックス・ネイションズ・チャンピオンシップから代表復帰した。